# Jeux pervers (film, 1968)
Pour les articles homonymes, voir Jeux pervers.
Pour plus de détails, voir Fiche technique et Distribution.
Jeux pervers (The Magus) est un film fantastique britannique réalisé par Guy Green et sorti en 1968. Le scénario, écrit par John Fowles, est basé sur son roman du même nom.

## Synopsis
Nicholas Urfe est un écrivain anglais en crise existentielle qui décide d'accepter un poste de professeur anglophone dans la lointaine île grecque de Phraxos, il souhaite aussi mettre un terme à sa liaison avec Anne, une hôtesse de l'air française. En arrivant sur l'île, Nicholas rencontre le richissime et mystérieux Maurice Conchis (surnommé le « Magus », ou magicien), que les habitants ne connaissent pas sous ce nom parce que l'homme en question est décédé pendant la Seconde Guerre mondiale après avoir été accusé de collaborer avec les envahisseurs nazis. Nicholas continue à rendre visite à Conchis et découvre dans sa maison la présence d'une femme, la belle Américaine Lily. Dès lors, le passé et le présent, la réalité et les fantasmes, se mélangent sans que Nicholas parvienne à savoir où est la vérité.

## Fiche technique
- Titre original : The Magus
- Titre français : Jeux pervers
- Réalisateur : Guy Green
- Scénario : John Fowles d'après son roman
- Musique : John Dankworth
- Photographie : Billy Williams
- Pays :  Royaume-Uni
- Durée : 117 minutes
- Date de sortie : 22 janvier 1969 (France)

## Distribution
- Michael Caine (V.F : Gabriel Cattand) : Nicholas Urfe
- Anthony Quinn (V.F : Georges Aminel) : Maurice Conchis
- Candice Bergen : Lily
- Anna Karina : Anne, l’hôtesse de l'air
- Paul Stassino (V.F : Jean-Claude Michel) : Meli
- Julian Glover (V.F : Jacques Deschamps) : Anton
- Takis Emmanuel : le capitaine
- George Pastell (V.F : Fred Pasquali) : Andreas
- John Fowles : un capitaine de bateau

## Réception critique
- Duel au sommet entre deux acteurs de légende, Michael Caine et Anthony Quinn, ce thriller à l'atmosphère troublante entraîne dans un jeu de manipulation psychologique, brouillant les frontières entre réalité et cauchemar, « sorte de labyrinthe dont la sortie n'est pas indiquée à la fin »[1].
- Le film a été un désastre critique. Fowles a été extrêmement déçu, et a attribué la responsabilité de cet échec au réalisateur Guy Green[2],  bien qu'il eût écrit lui-même le scénario du film. Michael Caine a déclaré que c'était l'un des pires films dans lesquels il avait été impliqué, parce que personne ne savait de quoi il s'agissait. Candice Bergen a déclaré lors d'une interview sur le film : « Je ne savais pas quoi faire et personne ne me l'a dit. Je ne pouvais pas ressembler à une représentation. »
- Quand on a demandé à Woody Allen ce qu'il changerait à sa vie s'il avait l'opportunité de la revivre, il a répondu en plaisantant qu'il ferait « tout exactement pareil, sauf qu['il] n'irai[t] pas voir The Magus »[3].